# Big Gun
Big Gun – singel australijskiego zespołu muzycznego AC/DC, opublikowany 24 maja 1993 nakładem wytwórni Atco. Promował on ścieżkę dźwiękową do filmu Bohater ostatniej akcji z Arnoldem Schwarzeneggerem w roli głównej. W 1993 utwór znalazł się na pierwszym miejscu Album Rock Tracks, listy publikowanej przez magazyn branżowy „Billboard”.

## Teledysk
Utwór rozpoczyna się od wyłamania, przez Schwarzeneggera, drzwi wejściowych na koncert AC/DC. Po wejściu do środka przechadza się wśród tłumu, a następnie po scenie, obserwując uważnie każdego członka zespołu, Angus kopnął w jego kierunku bejsbolówkę. Gdy tylko znalazła się na głowie Schwarzeneggera, jego ubiór zmienił się nagle na szkolny strój Angusa i gitarę Gibson SG. Zaczął wtedy naśladować Angusa na scenie do końca video.

## Wykonawcy
- Angus Young – gitara prowadząca
- Malcolm Young – gitara rytmiczna
- Brian Johnson – wokal
- Cliff Williams – gitara basowa
- Chris Slade – perkusja